# Jesse Huta Galung
Jesse Huta Galung (ur. 6 października 1985 w Haarlem) – holenderski tenisista, reprezentant w Pucharze Davisa.

## Kariera tenisowa
Jako zawodowy tenisista występował w latach 2004–2016.
W grze pojedynczej wygrał 10 turniejów rangi ATP Challenger Tour. W drabince głównej zawodów wielkoszlemowych zadebiutował podczas French Open 2008, przegrywając w I rundzie z Jiřím Vankiem.
W grze podwójnej tenisista holenderski wygrał swój pierwszy turniej w rozgrywkach ATP World Tour w Barcelonie (2014). Ponadto został pokonany w dwóch finałach – w Amersfoort (2008) i Rotterdamie (2013).
W Pucharze Davisa swoje pierwsze powołanie otrzymał w lutym 2006 roku podczas rywalizacji w I rundzie grupy światowej przeciwko Rosji. Mecz przeciwko Igorowi Andriejewowi przegrał w trzech setach. Łącznie w zawodach rozegrał 16 meczów, z których 6 wygrał.
W rankingu gry pojedynczej Huta Galung najwyżej był na 91. miejscu (10 lutego 2014), a w klasyfikacji gry podwójnej na 63. pozycji (19 maja 2014).

### Finały w turniejach ATP World Tour
| Legenda                                      |
| -------------------------------------------- |
| Wielki Szlem                                 |
| Igrzyska olimpijskie                         |
| Tennis Masters Cup / ATP Finals              |
| ATP Masters Series / ATP Tour Masters 1000   |
| ATP International Series Gold / ATP Tour 500 |
| ATP International Series / ATP Tour 250      |

#### Gra podwójna (1–2)
| Końcowy wynik | Nr | Data             | Turniej    | Nawierzchnia  | Partner          | Przeciwnicy                     | Wynik finału   |
| ------------- | -- | ---------------- | ---------- | ------------- | ---------------- | ------------------------------- | -------------- |
| Finalista     | 1. | 20 lipca 2008    | Amersfoort | Ceglana       | Igor Sijsling    | František Čermák Rogier Wassen  | 5:7, 5:7       |
| Finalista     | 2. | 17 lutego 2013   | Rotterdam  | Twarda (hala) | Thiemo de Bakker | Robert Lindstedt Nenad Zimonjić | 7:5, 3:6, 8–10 |
| Zwycięzca     | 1. | 27 kwietnia 2014 | Barcelona  | Ceglana       | Stéphane Robert  | Daniel Nestor Nenad Zimonjić    | 6:3, 6:3       |